# Made in Europe
Made in Europe es un álbum en vivo del grupo de hard rock Deep Purple, grabado a principios de abril de 1975 antes de que Ritchie Blackmore dejara la banda.
Los temas incluidos fueron grabados en distintos conciertos ofrecidos en Austria, Alemania y Francia. El disco fue grabado con el famoso estudio móvil de The Rolling Stones, e incluye canciones de los dos últimos álbumes de estudio hasta ese momento: "Burn" y "Stormbringer".
Fue lanzado por EMI en octubre de 1976, después de que el grupo se había separado.

## Lista de canciones
- Todos los temas de Ritchie Blackmore & David Coverdale, excepto los indicados.

Cara A
1. "Burn" (Blackmore, Coverdale, Glenn Hughes, Jon Lord, Ian Paice)  – 7:32
2. "Mistreated" (interpolando "Rock Me Baby") – 11:32
3. "Lady Double Dealer" – 4:15

Cara B
1. "You Fool No One" (Blackmore, Coverdale, Hughes, Lord, Paice)  – 16:42
2. "Stormbringer" – 5:38

## Músicos
- Ritchie Blackmore - guitarra
- David Coverdale - voz
- Glenn Hughes - bajo, voz
- Ian Paice - batería
- Jon Lord - Hammond organ y teclados